# باتريسيو ليرة
باتريسيو ليرة (بالإسبانية: Patricio Lira Navarrete)‏ هو لاعب كرة قدم تشيلي في مركز الوسط، ولد في 10 مارس 1979 في تيموكو في تشيلي. لعب مع Deportes Temuco ‏.